# Ziemupe
Ziemupe este o arie protejată (arie specială de conservare — SAC, sit de importanță comunitară — SCI, arie de protecție specială avifaunistică — SPA) din Letonia întinsă pe o suprafață de 2.378,73 ha, integral pe uscat.

## Localizare
Centrul sitului Ziemupe este situat la coordonatele 56°47′29″N 21°07′43″E / 56.7915°N 21.1287°E.

## Înființare
Situl Ziemupe a fost declarat arie de protecție specială avifaunistică în mai 2004 pentru a proteja 2 specii de plante și 28 de specii de animale. Alte tipuri de protecție:
- sit de importanță comunitară (în mai 2004)
- arie specială de conservare (în mai 2004)[1][3][4]

## Biodiversitate
Situată în ecoregiunea boreală, aria protejată conține 16 habitate naturale: Faleze cu vegetație de pe coastele atlantice și baltice, Dune mobile cu vegetație embrionară, Dune mobile de-a lungul țărmului cu Ammophila arenaria („dune albe”), Dune de coastă fixe cu vegetație erbacee („dune gri”), Dune cu Salix repens ssp. argentea (Salicion arenariae), Dune împădurite din regiunile atlantică, continentală și boreală, Depresiuni intradunale umede, Cursuri de apă de la nivel de câmpie la nivel montan, cu vegetație Ranunculion fluitantis și Callitricho-Batrachion, Pajiști umede nord-atlantice cu Erica tetralix, Mlaștini turboase de tranziție și turbării mișcătoare, Izvoare fino-scandinave și mlaștini produse de izvoare bogate în minerale, Mlaștini alcaline, Taiga vestică, Păduri caducifoliate de mlaștină fino-scandinave, Mlaștini împădurite, Păduri aluvionare cu Alnus glutinosa și Fraxinus excelsior (Alno-Padion, Alnion incanae, Salicion albae).
La baza desemnării sitului se află mai multe specii protejate:
- plante (2): Dianthus arenarius subsp. arenarius, Linaria loeselii
- păsări (26): fâsă-de-câmp (Anthus campestris), ciuf de câmp (Asio flammeus), cocoșul de mesteacăn (Bonasa bonasia), Bucephala clangula, Calidris alpina schinzii, caprimulg (Caprimulgus europaeus), porumbel de scorbură (Columba oenas), ciocănitoare neagră (Dryocopus martius), muscar (Ficedula parva), cufundar polar (Gavia arctica), cufundar mic (Gavia stellata), ciuvică (Glaucidium passerinum), cocor (Grus grus), codalb (Haliaeetus albicilla), sfrâncioc roșiatic (Lanius collurio), pescăruș mic (Larus minutus), pescăruș râzător (Larus ridibundus), ciocârlie de pădure (Lullula arborea), ferestrașul mare (Mergus merganser), viespar (Pernis apivorus), ciocănitoare verzuie (Picus canus), chiră mică (Sterna albifrons), chiră de baltă (Sterna hirundo), cocoșul de mesteacăn (Tetrao tetrix tetrix),  cocoș de munte (Tetrao urogallus), pupăză (Upupa epops)
- mamifere (1): vidră de râu (Lutra lutra)
- pești (1): Lampetra fluviatilis

Pe lângă speciile protejate, pe teritoriul sitului au mai fost identificate 40 de specii de plante, 2 specii de amfibieni, 1 specie de mamifere, 10 specii de nevertebrate, 1 specie de pești.